# Marc Vales González
Marc Vales González (Les Escaldes, 4 d'abril del 1990) és un futbolista internacional andorrà que juga al CE Atlètic Lleida.

## Trajectòria
Es va iniciar al món del futbol a les categories inferiors de la UE Sant Julià i el FC Andorra. El 2007, amb setze anys, va fitxar pel CE Sabadell FC, on va jugar amb el filial.
Sent jugador del Sabadell, al març del 2008, va debutar amb la selecció andorrana a un amistós contra Letònia, amb només disset anys. Als sis mesos va marxar a l'Eivissa B per després jugar als equips aragonesos del CE Binèfar i l'Atlético Monzón. El 2011 va fitxar per l'Atlètic Balears on va jugar la fase d'ascens a Segona Divisió.
El juliol del 2012 va fitxar pel Reial Madrid CF, per jugar amb el Castella i el Reial Madrid C.